# 손명수
손명수(孫明秀, 1966년 11월 9일~)는 대한민국의 공무원 출신 정치인이다. 제22대 국회의원이다.
행정고시 33회로 공직에 입문했다. 국토교통부 지획조정실장 등의 자리를 거쳤으며 문재인 정부 시절이던 2020년 1월, 국토교통부 제2차관으로 승진되면서 임명되었다.
2024년 2월, 더불어민주당 인재 영입 형태로 입당했다. 제22대 국회의원 선거를 앞두고 용인시 을 선거구에 전략공천되었다. 본 선거 결과 55.70%의 득표율을 기록하면서 제22대 국회의원으로 당선되었다.

## 학력
- 노화동국민학교 졸업
- 배문중학교 졸업
- 용산고등학교 졸업
- 고려대학교 정경대학 정치외교학 학사
- 서울대학교 대학원 행정학 수료
- 사이타마대학 대학원 정책학 석사
- 서울과학기술대학교 대학원 철도건설공학 박사

## 경력
- 제33회 행정고시 합격
- 국토해양부 정책기획관실 녹색미래전략담당관
- 국토해양부 해양정책과장
- 국토해양부 철도운영과장
- 서울지방항공청장
- 익산지방국토관리청장
- 국토교통부 공항항행정책관
- 국토교통부 철도국장(문재인 정부)
- 국토교통부 항공정책실장
- 국토교통부 교통물류실장
- 국토교통부 기획조정실장
- 국토교통부 제2차관
- 서울과학기술대학교 철도전문대학원 교수
- 2024년 4월 10일: 대한민국 제22대 국회의원 선거 당선(경기 용인시 을, 더불어민주당, 초선)
- 2024년 5월~: 더불어민주당 경기도당 용인시 을 지역위원회 위원장
- 2024년 11월~: 더불어민주당 이재명 대표 경제특보단 국토교통특보

### 의정 활동
- 2024년 5월 30일~: 제22대 국회의원(경기 용인시 을, 더불어민주당, 초선)
  - 2024년 6월~: 제22대 국회 전반기 국토교통위원회 위원
  - 2025년 1월~: 제22대 국회 12·29 여객기 참사 진상규명과 피해자 및 유가족의 피해구제를 위한 특별위원회 위원

## 역대 선거 결과
| 실시년도 | 선거   | 대수 | 직책     | 선거구         | 정당         | 득표수   | 득표율          | 순위 | 당락 | 비고 |
| -------- | ------ | ---- | -------- | -------------- | ------------ | -------- | --------------- | ---- | ---- | ---- |
| 2024년   | 총선   | 22대 | 국회의원 | 경기 용인시 을 | 더불어민주당 | 87,739표 | \| \| 55.70% \| | 1위  |      | 초선 |
|          | 55.70% |      |          |                |              |          |                 |      |      |      |

## 소속 정당
| 소속 정당 | 소속 정당    | 소속 기간 | 비고      |
| --------- | ------------ | --------- | --------- |
|           | 더불어민주당 | 2024~현재 | 정계 입문 |

## 같이 보기
- 용인시 을
- 용인시의 국회의원
- 용인시 기흥구의 국회의원
- 대한민국의 국토교통부 차관